# Ministério do Ambiente, Ordenamento do Território e Energia
O Ministério do Ambiente, Ordenamento do Território e Energia foi um departamento do Governo de Portugal, responsável pela gestão dos assuntos respeitantes ao meio ambiente, ordenamento do território e energia. Resultou, em 2013, do desmantelamento do Ministério da Agricultura, do Mar, do Ambiente e do Ordenamento do Território.
Era liderado pelo Ministro Jorge Moreira da Silva e compreende 4 Secretários de Estado:
- Secretário de Estado do Ambiente: Paulo Guilherme da Silva Lemos
- Secretário de Estado da Energia: Artur Álvaro Laureano Homem da Trindade
- Secretário de Estado do Ordenamento do Território e Conservação da Natureza: Miguel de Castro Neto